# Cranichideae
Cranichideae – plemię roślin z rodziny storczykowatych (Orchidaceae). Obejmuje 6 podplemion oraz około 1600 gatunków występujących w Ameryce Północnej, Ameryce Południowej, Europie, Azji, Afryce, Australii i Oceanii.

## Systematyka
Plemię sklasyfikowane do podrodziny storczykowych (Orchidoideae) w rodzinie storczykowatych (Orchidaceae), rząd szparagowce (Asparagales) w obrębie roślin jednoliściennych.
Wykaz podplemiion
- Cranichidinae Lindl. ex Meisn.
- Galeottiellinae Salazar & M.W. Chase
- Goodyerinae Klotzsch
- Manniellinae Schltr.
- Pterostylidinae Pfitzer
- Spiranthinae Lindl. ex Meisn.